# Mission jésuite du Paraguay
La Mission jésuite du Paraguay est à la fois une entreprise de mission catholique telle qu'il en a existé d'innombrables à partir du XVIe siècle et un véritable État théocratique gouverné par les Jésuites ; ceux-ci ont mis sur pied entre 1609 et 1768 une organisation sociale « utopique » sans équivalent dans l'Histoire. La zone géographique de ces missions est à cheval sur les États contemporains du Paraguay, de l'Argentine, du Brésil et de l'Uruguay. Les ruines de Santísima Trinidad de Paraná et de Jesús de Tavarangue sont classées au patrimoine mondial par l'UNESCO depuis 1993.

## La colonisation du Paraguay avant 1585
À partir du début du XVIe siècle, les Espagnols explorent le Paraguay pour faciliter la recherche de l’El Dorado des Incas. À la différence de leurs autres colonies d'Amérique du Sud, au Paraguay, les Espagnols ne se lancent pas dans l'exploitation intensive du pays, et dans une certaine mesure, se mêlent à la population : certains épousent des femmes indigènes, et nouent des liens de parenté. Ils aident les Indiens Guaranis à lutter contre leurs ennemis traditionnels, les tribus du Chaco, et en échange, les Guaranis les aident à rechercher l’El Dorado. Mais lorsqu'en 1548, Domingo Martínez de Irala parvient au territoire des Incas, près du lac Titicaca, il s'aperçoit que d'autres Espagnols l'ont devancé en partant du Pérou. Le Paraguay cesse alors d'être une base de départ pour devenir un établissement permanent.
C'est en 1556 que les Espagnols introduisent le système de l'encomienda, par lequel chaque encomandero s'engage à évangéliser et à sortir de la barbarie un certain nombre d'Indiens qui, en retour, doivent se mettre à son service. C'est un système d'asservissement impitoyable qui régit l'exploitation des champs et des mines.
L'introduction de la « mita », nom pris par l'encomienda au Paraguay, modifie les rapports entre les Européens et les Indiens dont les révoltes se multiplient. D'après Imbruglia, alors que l'encomienda connaît un certain succès économique au Pérou ou au Mexique où il a suffi aux Espagnols de s'emparer d'anciennes structures étatiques centralisées pour asservir les populations, elle est mise en échec au Paraguay par des révoltes indiennes qui atteignent une grande violence en 1580 et rendent le pays ingouvernable. C'est pour sortir de cette impasse que les Espagnols font appel en 1585 à des ordres religieux : les Franciscains et les Jésuites.
Les Franciscains, politiquement loyaux vis-à-vis de la couronne espagnole, considèrent que la mita est une sorte d'impôt légitime, et ne la remettent pas en cause dans les villages dont ils ont la charge.
De leur côté, les Jésuites adoptent une attitude différente : en payant directement au roi un tribut proportionnel au nombre d'Indiens mâles, ils retirent les Indiens du contrôle administratif et politique de l'empire pour les placer directement sous leur contrôle. Au début du XVIIe siècle, l'encomienda est loin de faire l'unanimité tant auprès des autorités religieuses qu'auprès des autorités civiles de Madrid qui trouvent qu'une trop belle part est faite aux colons. C'est dans ce contexte que les Jésuites mettent sur pied leur mission du Paraguay, avec une organisation sociale dont l'originalité s'impose à tous.

## Anthropologie des Guaranis avant l'arrivée des Jésuites
Selon Pierre Clastres, dans le système social des Guaranis, le chef ne satisfait pas ses besoins par le travail des autres, mais est doté d'un certain pouvoir dans la mesure où il assure la sauvegarde de l'égalité entre les membres. Toutes les relations sociales sont fondées sur la réciprocité, mais le chef qui en est le garant est exclu de ce type de relations. Ainsi, d'un côté, il doit faire preuve de qualités de générosité et d'éloquence, d'un autre côté, la société lui octroie le droit d'avoir plusieurs femmes, sans que les deux transferts (éloquence, du chef vers la tribu et femmes, de la tribu vers le chef) résultent d'un échange à proprement parler. Le shaman se situe comme le chef dans une zone de non-réciprocité. Les karaï, qui ne doivent pas être confondus avec les shamans, sont de véritables prophètes qui condamnent le monde existant pour évoquer avec nostalgie un monde heureux, parfait, d'où le mal serait exclu.

## L'implantation des Jésuites chez les Guaranis (1585-1609)
Les Jésuites qui sont présents au Paraguay depuis le milieu du siècle avaient déjà pris des contacts avec les caciques guaranis et ne sont pas sans remarquer les convergences entre le message évangélique qu'ils apportent et les croyances guaranis, notamment les prophéties des karaï concernant la fin du monde et la migration vers « la terre sans mal ». Pour expliquer de telles convergences, les Jésuites avancent l'idée que les Guaranis auraient pu être évangélisés par Saint Thomas, miraculeusement transporté en Amérique après sa mort et qui serait le « Pay Zumé » des mythes guaranis. Pour désigner Dieu, ils choisissent Tupan, du nom d'un héros civilisateur. Les Guaranis se montrent ouverts à la religion des Jésuites, mais d'une foi qui demeure fragile et ils n'abandonnent pas vraiment leurs coutumes ancestrales.
Pour faire face à cette situation, un synode réuni à Asuncion en 1603 prévoit de rassembler les Indiens dans ce qu'on va appeler des réductions. Les intérêts missionnaires convergent alors avec les intérêts politiques de Madrid. Le supérieur général des Jésuites, Acquaviva, conclut un accord avec Philippe III et autorise les Jésuites d’Amérique à fonder un État autonome dans la région du cours moyen et supérieur des fleuves Paraná et Paraguay. Sur place le travail de fondation est confié à Diego de Torres Bello.

## La province jésuitique (1609-1768)

### Création des réductions
Des ordonnances royales (Real Cedula) donnent une base légale aux entreprises jésuites au Paraguay. Celle de 1606, dictée à Valladolid, ordonne au gouverneur Hernandarias de Saavedra de ne pas conquérir les Indiens du Paraná par la force des armes, mais de les gagner uniquement par les sermons et l'enseignement des religieux envoyés sur place à cet effet. L'ordonnance de 1607 précise que les Indiens convertis ne pouvaient être réduits en esclavage et devaient être exemptés d'impôts pour une période de dix ans. L'ordonnance de 1609, enfin (Cedula magna) décrète que « les Indiens devaient être aussi libres que les Espagnols ». En 1609, les Jésuites fondent leur première « réduction », Loreto. Le mot « réduction » évoque à la fois la sédentarisation dans une concentration urbaine et la soumission à l’Église, d'après la phrase latine « ad vitam civilem et ad Ecclesiam reducti sunt » (ils ont été réduits à la vie civile et à l'Église). Très vite, les Jésuites fondent la deuxième réduction qu’ils baptisent Saint-Ignace, nom du fondateur des Jésuites. En 1630, il y a déjà onze réductions rassemblant 10 000 chrétiens. Ce nombre culmine à 141 000, en 1732, et décroît ensuite, à la suite de divers troubles comme les épidémies et les attaques des bandeirantes et des tribus voisines.
Les missions sont établies sur un vaste secteur à cheval sur l’Argentine, le Paraguay, le Brésil méridional et l’Uruguay. Elles sont souvent établies le long des fleuves, dans les territoires de Chaco, de Guaira et de Paraná. Pendant cent cinquante ans, hormis les agressions des « Mameluks » (métis de Portugais et d'Indiens Tupis), les réductions ont vécu pratiquement isolées du monde extérieur avec un mode d'organisation unique dans l’histoire.

### Organisation politique et militaire

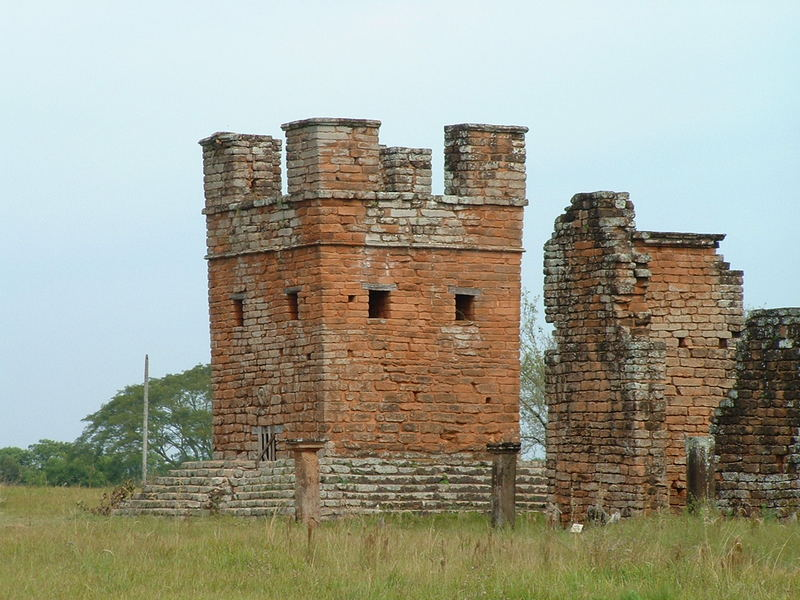
Tour de la réduction de Trinidad.

Le plus haut dignitaire de la colonie, le corregidor est nommé directement par les Jésuites, mais à part lui, toutes les autres charges sont confiées à des Indiens élus par les Guaranis, élection ratifiée par les Jésuites qui utilisent, parfois en les dénaturant, les coutumes locales pour la désignation des chefs.
Seule exception dans l'Empire espagnol, les Guaranis sont autorisés à porter les armes et à constituer une armée qui se montre efficace dans la lutte contre les Bandeirantes de São Paulo, dont les forces sont constituées en majorité de mamelucos (Mameluks). Ces derniers font de véritables razzias d'esclaves. Ils attaquent les réductions du Guaira et jusqu'en 1641, les dommages causés par cette véritable guerre seront considérables, obligeant le Jésuite Antonio Ruiz de Montoya à organiser une longue marche pour reformer les villages 1 000 km plus au sud. On estime que sur les 100 000 Guaranis qui vivaient près de la frontière, seuls 12 000 ont échappé aux razzias des Bandeirantes, et seulement 5 000 à la longue marche. C'est à cette occasion que Ruiz de Montoya obtient pour les Indiens le droit d'utiliser des armes à feu. Le pape Urbain VIII interdit l'esclavage sous peine d'excommunication, ce qui n'empêche pas les Mameluks de dévaster la réduction de Santa Teresa en 1639. Au cours de ces évènements, le jésuite Alfaro, supérieur des réductions du Tapé et du Paraguay trouve la mort. Ce n'est qu'en 1641 que les Guaranis, alors fortifiés dans leurs villages et capables de livrer de véritables combats navals avec des canots armés battront les forces Bandeirantes (plus de 400 Portugais et Mameluks et environ 3 000 Indiens Tupis) lors de la Bataille de Mbororé. La paix est alors assurée pour un siècle. Cependant, entre 1618 et 1641, près de 100 000 Guaranis auront été capturés par les Bandeirantes de São Paulo.
Les missions jésuites sont alors une puissance militaire respectée dans la région. Le tiers de la population, soit près de 30 000 personnes peuvent être mobilisées. Les Jésuites fondent des armes et des canons. En 1679, l'armée guarani se porte au secours du gouverneur de Buenos Aires et dégage la ville de Colonia del Sacramento, attaquée par les Portugais.

### Organisation spatiale des villages

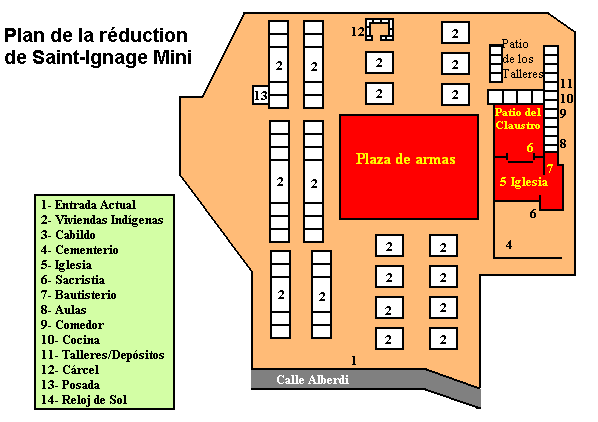
Plan de la réduction de Saint-Ignace Mini.

Dans une mission, les bâtiments principaux, comme l’église, le cimetière et l’école sont disposés d'un côté d’une large place, entourée de maisons sur les trois autres côtés. Au centre de celle-ci, se trouve une grande croix et une statue du saint patron de la mission. Les rues, les maisons, tout est ordonné selon des lignes géométriques précises, en conformité avec les recommandations espagnoles concernant la construction de nouvelles agglomérations. La position centrale de leur lieu d'habitation permet aux pères d'avoir constamment un regard sur toute la vie de la réduction.
Jusqu'à la fin du XVIIe siècle, cette organisation permet aussi de maintenir les structures de parenté des tribus guaranis, assurant ainsi la cohésion et la survie de la communauté, car la disposition des habitations n'interdit pas les contacts entre les différents lignages et par là, la pérennité de la famille élargie, forme d'origine de la société guarani. Par la suite, les Jésuites s'efforcent d'imposer la famille restreinte. En 1699, une disposition prise par le Provincial (c'est-à-dire le supérieur jésuite de la « Province ») interdit « les manifestations inconvenantes qui apparaissent dans la forme d'habitation des Indiens qui vivent à plusieurs familles sous le même toit ». Chaque famille doit alors vivre séparée.

### Organisation économique
Une société est fondée sur les principes du christianisme primitif, dont le théologien Francisco Suárez a pu être considéré comme le théoricien. Les Jésuites conservent la division des terres guarani en deux secteurs : un secteur communautaire et un secteur individuel. Dans ce dernier, pendant une longue période, les techniques traditionnelles sont conservées, sous la direction du chef du lignage. Le secteur communautaire est de première importance dans l'économie des réductions, puisque c'est lui qui permet le commerce et l'acquittement du tribut au roi d'Espagne. À côté des produits agricoles, on y cultive le coton et l'herbe du Paraguay dès que les Jésuites découvrent la façon de la cultiver. Tous les habitants des missions travaillent la terre communale, et la production est équitablement répartie. Les Jésuites, qui y ont introduit des techniques modernes, avec augmentation de la productivité, en contrôlent directement l'exploitation. Ils décident de la part de la récolte engrangée dans des silos et de celle réservée à la vente, dont le produit revient aux missions.
Alors que dans la société traditionnelle guarani, le secteur individuel était le plus important, il ne joue plus qu'un rôle secondaire dans les réductions. L'économie des réductions est florissante. Le commerce extérieur, centralisé, est pleinement intégré aux circuits économiques mondiaux, avec des contacts étroits avec les Anglais. Ainsi, le Paraguay jésuite, dans la mesure où il s'acquitte de son tribut à la couronne espagnole, peut s'affranchir des exigences toujours plus pressantes de l'Empire espagnol. 
Les Guaranís se montrent très habiles dans les travaux manuels comme la sculpture et le travail du bois. Des produits sophistiqués tels que des montres et des instruments de musique sont produits dans les missions. Ces produits artisanaux sont exportés, comme le sont également le maté, le sucre et les peaux, et permettent d'importer du vin, de la soie, du fer, des outils et des métaux précieux.

### Organisation sociale
Guidés par les Jésuites, les Indiens bénéficient de lois avancées. Des services publics libres sont instaurés pour les pauvres, ainsi que des écoles et hôpitaux. La peine de mort est abolie. Chaque village fournit aussi une demeure pour les veuves, un dispensaire, et plusieurs entrepôts. 
La journée de travail est d’environ 6 heures, comparée à 12-14 heures en Europe à la même époque. Le temps libre est consacré à la musique, la danse, les concours de tir à l’arc et la prière. La société guaraní est la première au monde à être entièrement alphabétisée.

### Évangélisation et pratique de la religion

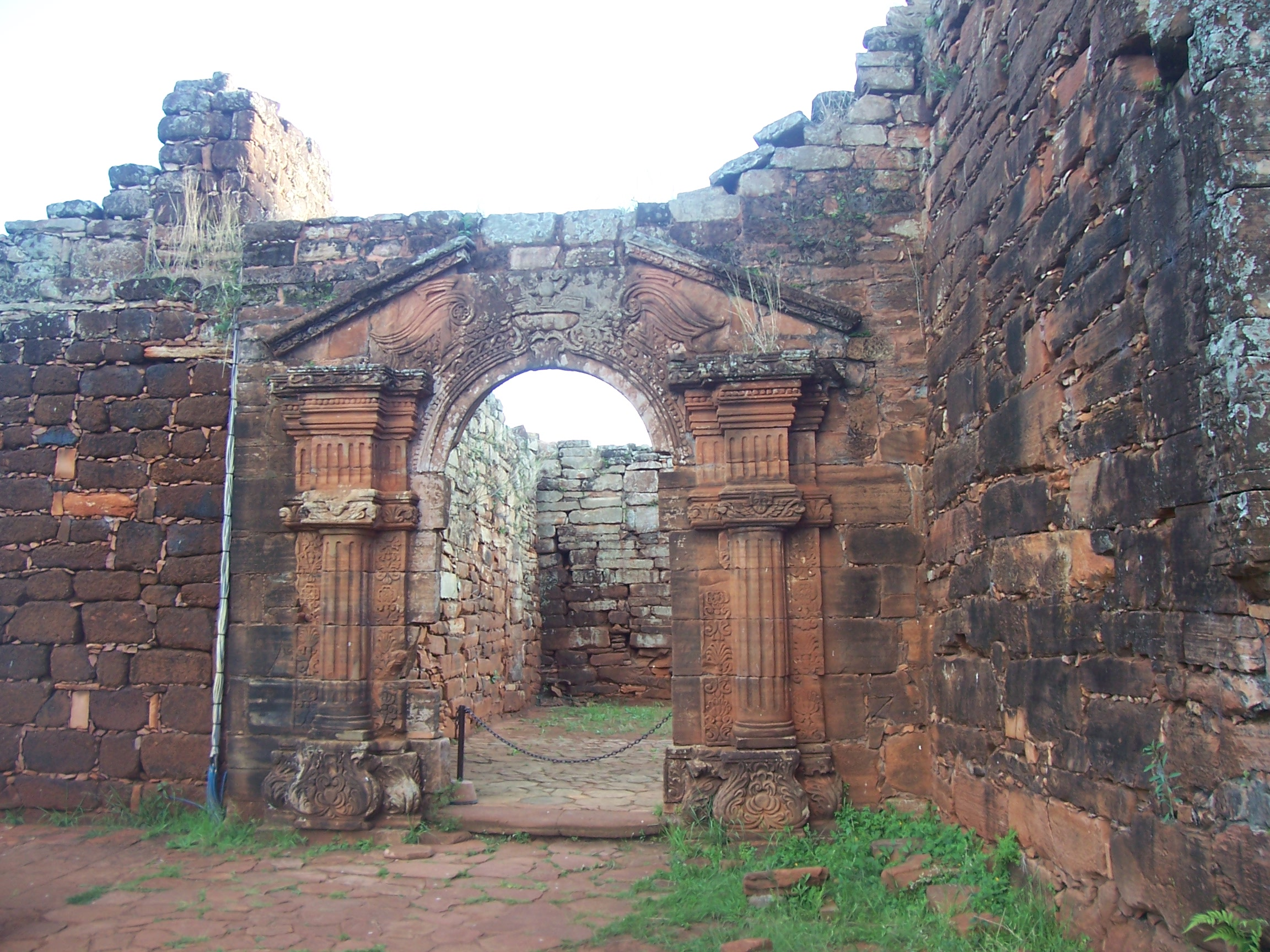
Église de Saint-Ignace.

D'un côté, on peut dire que le modèle d'évangélisation des Jésuites est le même au Paraguay qu’au Japon, en Chine ou en Inde. Imbruglia souligne que la conception jésuitique de la religion s'appuie sur une vision très large de la divinité qui permet de dialoguer avec les autres cultures, et l'on sait que cette faculté d'adaptation des Jésuites a suscité ce que l'on a appelé la querelle des Rites. D'un autre côté, plus que dans d'autres régions du monde supposées être plus civilisées, les Jésuites ont établi de façon durable un gouvernement de Jésuites sans préparer la relève par une stratégie de formation des prêtres. Il est vrai qu'à cette époque, on n'imaginait pas qu'un prêtre ne puisse pas avoir l'usage du latin. La formation religieuse se limite donc aux échelons subalternes, catéchistes, sacristains, et regidors qui constituent en quelque sorte une police des mœurs. Chaque réduction est dirigée par deux pères Jésuites, le curé et son vicaire. « Les missionnaires », écrit Muratori, « ne se contentent pas de veiller pendant le jour, soit par eux-mêmes, soit par autrui, sur les mœurs des néophytes, ils ont pendant la nuit des émissaires secrets qui les avertissent soigneusement de tout ce qui pourrait demander un prompt remède ». Police des mœurs et sécurité vis-à-vis d'agression extérieure ne sont pas distinctes.
Construites d'abord en bois de façon assez grossière, les églises dont il subsiste encore des vestiges sont ensuite faites de briques et de pierre. Il avait d'abord fallu que les Jésuites enseignent à leurs ouailles l'art de la maçonnerie. Comme l'a écrit le savant italien Muratori, de passage dans les réductions en 1742, « eu égard aux maisons qui n'ont qu'un rez-de-chaussée, les églises peuvent paraître de superbes édifices. »
« Il y a dans chaque réduction un premier sacristain et deux autres qui lui sont subordonnés. Outre six clercs qui portent le rabat et l'habit long… à la manière des prêtres espagnols… Toutes ces places sont extrêmement recherchées. »
« Tous les matins, dès que le jour commence à paraître, les enfants vont à l'église, les garçons d'un côté et les filles de l'autre… Alors on dit une messe à laquelle tous les habitants de la réduction doivent assister. Après la messe, chacun se rend à son travail. Le soir, on fait le catéchisme aux enfants… »
Le dimanche est le jour des fêtes telles que baptêmes, fiançailles, mariages. Les messes sont célébrées avec plus de faste que les jours ordinaires. Les grands déploiements liturgiques plaisent beaucoup aux Indiens, ainsi d'ailleurs que les chants et, plus généralement, la pratique de la musique.
En même temps qu'ils administrent leurs ouailles, les Jésuites s'efforcent d'aller évangéliser d'autres tribus indiennes encore païennes. Le missionnaire qui part dans des contrées inconnues se fait accompagner par une troupe de trente à quarante néophytes qui participent ainsi au travail missionnaire en même temps qu'ils servent de guides. Ces expéditions sont toujours plus ou moins risquées, beaucoup de missionnaires sont tués par des tribus hostiles. Il arrive également que des groupes de chrétiens partent seuls pour convaincre d'autres Indiens de visiter les réductions. Parfois ils rachètent des prisonniers devenus tels à la suite des innombrables guerres entre tribus.

## La suppression de la mission jésuite
Les missions Jésuites atteignent leur apogée dans la première moitié du XVIIIe siècle, avec environ 140 000 Indiens catholiques répartis au sein de trente missions. Elles sont presque entièrement indépendantes des régions de l’Amérique du Sud régies par l’Espagne et le Portugal. Les missions disparaissent en 1767, avec l’expulsion des Jésuites par les Portugais à qui les Espagnols avaient cédé le Paraguay.
Les Jésuites ont pu maintenir sur pied leurs missions du Paraguay tant que le soutien dont ils bénéficient auprès du roi d'Espagne contrebalançait les nombreux ennemis qu'ils pouvaient avoir en Amérique du Sud, et en premier lieu les colons qui employaient de nombreux Indiens plus ou moins en état de servage pour qui les réductions Jésuites n'étaient rien moins que des terres d'asile. Les autorités coloniales ne peuvent voir que d'un mauvais œil l'autonomie dont bénéficient les Jésuites et les soupçonnent d'exploiter des mines d'or pour leur profit. À partir de 1735, le gouverneur du Paraguay, dom Martin de Barua, entre en conflit ouvert avec les Jésuites et tente de convaincre le roi de supprimer leurs privilèges, notamment de nommer un corregidor espagnol et de rétablir la liberté de commerce entre les réductions et les villes espagnoles. Le provincial jésuite Aguilar doit alors répondre en réfutant un par un les arguments de Barua, mais l'influence des Jésuites est en déclin, et pas seulement à la cour d'Espagne. Les volontaires espagnols sont de moins en moins nombreux et, dans un premier temps, on doit les remplacer par des pères qui viennent de tous les pays d'Europe.
C'est dans ce contexte qu'intervient le traité des Limites, signé en 1750 entre Ferdinand VI d'Espagne et Jean V de Portugal, qui remplace le traité de Tordesillas fixant les frontières entre les possessions espagnoles et portugaises. Une partie importante des réductions Jésuites est cédée au Portugal dont l'homme fort est le premier ministre, le marquis de Pombal. Grand ennemi des Jésuites, il exige l'évacuation de sept réductions abritant 30 000 habitants. Alors que les Jésuites tentent d'utiliser de leur influence en Europe pour différer la décision, les Guaranis entrent en rébellion sous la conduite du corregidor Sépé qui s'oppose aux autorités hispano-portugaises en 1753, et Sépé est tué en 1755. Les Jésuites sont définitivement expulsés en 1768 avant d'être officiellement supprimés par le pape Clément XIV en 1773.
Les Indiens retournent dans la forêt. Un recensement de 1801 ne fait plus état que de 45 000 Indiens là où ils étaient autrefois trois fois plus nombreux. Le bétail a disparu, les champs sont en friche et les églises en briques sont en ruine. On peut voir aujourd'hui les ruines de certaines de ces missions, vestiges de cette période. Le guaraní est la seule langue locale à être langue officielle dans une nation sud-américaine (le Paraguay). Les Guaranís eux-mêmes ont presque disparu.

## Commentaires et controverses

### Les philosophes duXVIIIesiècle
L'expérience des Jésuites du Paraguay était très connue de leurs contemporains, grâce notamment aux Lettres édifiantes et curieuses de la Compagnie de Jésus — très répandues auprès du public cultivé — et à l'ouvrage du savant italien Muratori, Relations des missions du Paraguay.
Voltaire, qui ne se prive pas de railler les Jésuites, respecte les missions du Paraguay en reconnaissant que l'arme principale des Jésuites a été la persuasion. L'épisode de Candide au royaume des réductions n'est finalement pas très méchant.
Diderot est beaucoup plus critique. D'une façon générale, il pense que c'est la vanité, passion prédominante de tout homme, qui est le ressort de l'engagement missionnaire : « Il est impossible qu'un lecteur qui réfléchit ne se demande pas à lui-même par quelle étrange manie un individu qui jouit dans sa patrie de toutes les commodités de la vie peut se résoudre à la fonction pénible et malheureuse de missionnaire. » En 1773, lors de la suppression de la Compagnie de Jésus par le pape, Diderot, sans aucune preuve, prend violemment parti contre l'action des Jésuites qui auraient abruti les Indiens du Paraguay de superstitions, les auraient fouettés, etc.

### François-René de Chateaubriand
Dans son Génie du Christianisme (Quatrième partie, livre quatrième, chapitres 4-5, 1802), Chateaubriand tente une réhabilitation vigoureuse de l'Église en général et des Jésuites en particulier, tant attaqués par Voltaire. Il insiste donc volontiers sur les missions du Paraguay, qui suscitaient d'abord un respect assez général :

« Chaque bourgade était gouvernée par deux missionnaires qui dirigeaient les affaires spirituelles et temporelles des petites républiques. Aucun étranger ne pouvait y demeurer plus de trois jours… Dans chaque Réduction, il y avait deux écoles, l'une pour les premiers éléments de lettres, l'autre pour la danse et la musique… Dès qu'un enfant avait atteint l'âge de sept ans, les deux Religieux étudiaient son caractère. S'il paraissait propre aux emplois mécaniques, on le fixait dans un des ateliers de la Réduction… Il devenait orfèvre, doreur, horloger, serrurier, charpentier… Les jeunes gens qui préféraient l'agriculture étaient enrôlés dans la tribu des laboureurs… »

Ou encore : « La "République Chrétienne" n'était point absolument agricole, ni tout à fait tournée vers la guerre, ni privée entièrement des lettres et du commerce. Elle avait un peu de tout, mais surtout des fêtes en abondance. »

### Edgar Quinet
Écrit avec Jules Michelet, Des Jésuites appartient à la littérature pamphlétaire et instruit le procès des Jésuites uniquement à charge. Un chapitre que l'on doit à Edgar Quinet est consacré aux missions Jésuites : 

« Il a été donné à la Société de Jésus de réaliser, une fois, sur un peuple, l'idéal de ses doctrines ; pendant une durée de cent cinquante ans, elle est parvenue à faire passer tout entier son principe dans l'organisation de la république du Paraguay… Au sein des solitudes de l'Amérique du midi, un vaste territoire lui est accordé avec la faculté d'appliquer à des peuplades toutes neuves, aux Indiens des Pampas, son génie civilisateur. Il se trouve que sa méthode d'éducation, qui éteignait les peuples dans leur maturité, semble quelque temps convenir à merveille à ces peuples enfants ; elle sait avec une intelligence vraiment admirable les attirer, les parquer, les retenir dans un éternel noviciat. Ce fut une république d'enfants où se montra un art souverain, à tout leur accorder, excepté ce qui pouvait développer l'homme chez le nouveau-né. »

Puis : « Chacun de ces étranges citoyens de la république des Guaranis doit se voiler la face devant les pères, baiser le bas de leur robe… Le bréviaire dans une main, la verge dans l'autre, quelques hommes conduisent et conservent comme un troupeau les derniers débris des empires des Incas… »

### Michel Foucault
Michel Foucault évoque les communautés jésuites du Paraguay dans sa conférence de 1966 « Les Utopies réelles ou Lieux et autres Lieux », dans laquelle il représente ces communautés comme des hétérotopies : 

« Au Paraguay, en effet, les jésuites avaient fondé une colonie merveilleuse, dans laquelle la vie tout entière était réglementée, le régime du communisme le plus parfait régnait, puisque les terres appartenaient à tout le monde, les troupeaux appartenaient à tout le monde. Seul un petit jardin était attribué à chaque famille. Les maisons étaient disposées en rangs réguliers le long de deux rues qui se coupaient à angle droit. Sur la place centrale du village, il y avait l'église, au fond. D'un côté, il y avait le collège ; de l'autre côté, il y avait la prison. Les jésuites réglementaient du soir au matin et du matin au soir, méticuleusement, toute la vie des colons. L'angélus sonnait à 5 heures du matin pour le réveil ; puis il marquait le début du travail ; puisque la cloche rappelait, à midi, les gens, hommes et femmes, qui avaient travaillé dans les champs ; à 6 heures le soir, on se réunissait pour dîner ; et, à minuit, la cloche sonnait à nouveau — c'était la cloche qu'on appelait du « réveil conjugal », car les jésuites tenaient essentiellement à ce que les colons se reproduisent ; et ils tiraient allègrement tous les soirs sur la cloche pour que la population puisse proliférer. Elle le fit, d'ailleurs, puisque de cent trente mille au début de la colonisation jésuite, les Indiens étaient devenus quatre cent mille au milieu du XVIIIe siècle. On avait là l'exemple d'une société entièrement fermée sur elle-même, qui n'était rattachée par rien au reste du monde, sauf par le commerce et les bénéfices considérables que faisait la Société de Jésus. »

## Sources
- Ludovico Antonio Muratori (préf. Girolamo Imbruglia), Relations des missions du Paraguay, Paris, La découverte, 1983
- Maurice Ezran, Une colonisation douce : les missions Jésuites au Paraguay. Les lendemains qui ont chanté, Paris, L'Harmattan, 1989.
- Rodolfo Ramón de Roux, Los laberintos de la esperanza, CINEP, Bogotá, pp.261, 1993.
- « Guarani indians », l'Encyclopédie catholique,‎ 1911 (lire en ligne)